# Ефимов, Николай Павлович
Николай Павлович Ефимов (13 января 1872 — 19 января 1943, Париж) — русский военачальник, генерал-лейтенант. Участник похода в Китай 1900—1901 годов, русско-японской войны 1904—1905 годов, первой мировой войны, Белого движения.

## Биография
Окончил 2-й кадетский корпус, 1-е Павловское военное училище (1892) и Николаевскую академию Генштаба (1899).
После окончания академии — обер-офицер для особых поручений при штабе 4-го армейского корпуса. В 1901 г. после возвращения из Китая — старший адъютант штаба Виленского военного округа. Во время войны с Японией — старший адъютант штаба 55-й пехотной дивизии, а затем штаб-офицер при управлении Сибирской отдельной пехотной бригады. В 1908 г. — полковник и штаб-офицер для поручений при штабе Виленского военного округа. В январе 1912 глжа — начальник штаба 43-й пехотной дивизии.
Во время Первой мировой войны — с ноября 1914 года — командир 103-го Петрозаводского полка. С августа 1915 г.— генерал-майор. В 1916 г.— начальник штаба 23-й пехотной дивизии. 23 октября 1916 года — начальник штаба 5-го Кавказского армейского корпуса.
Участник Белого движения. В Добровольческой армии с 1918 года. В мае 1919 г. заменил генерала В. П. Агапеева на должности начальника штаба Добровольческой армии при командующем генерале В .З. Май-Маевском. С назначением командующим Добровольческой армии генерала П. Н. Врангеля на место генерала Май-Маевского 27 ноября 1919 года — был заменен на должности начальника штаба генералом П. Н. Шатиловым и назначен в резерв Главнокомандующего. В марте 1920 года был назначен членом Военного совета, по приказу генерала А. И. Деникина собранного для выборов нового Главнокомандующего ВСЮР. В 1920 году эмигрировал в ходе Крымской эвакуации с Русской армией генерала Врангеля. Проживал сначала в Титель, в Королевстве СХС, а затем переехал во Францию.
Скончался в Париже 19 января 1943 года. Похоронен на русском кладбище в Сент-Женевьев де Буа.